# Костел Благовіщення Пресвятої Богородиці (Мужиловичі)
Костел Благовіщення Пресвятої Богородиці (Мужиловичі) — цей храм був римо-католицьким релігійним центром Мужиловицької колонії (відомої як Мюнхенталь), який
знаходиться у селі Мужиловичі Яворівського району Львівської області. Дана святиня є скромним представником класицистичної архітектури сер. XIX ст.

## Історія
Австрійський імператор Йосиф II запросив громадян німецьких держав оселитися на нових землях Корони в Галичині. Так у 1783-1784 роках на колишніх єзуїтських землях була заснована колонія Мужиловичі.
Року 1849 цю церковну будівлю коштом парафіян було споруджено і віддано під покров Святого Антонія Падуанського. Назва була змінена на «Благовіщення Пресвятої Діви Марії» під час освячення церковної будівлі в 1854 р. У 1871 р. на пожертви парафіян було встановлено вівтар. 1887 року внаслідок секуляризаційних реформ монастир у Мужиловичах остаточно став парафіяльним. Російська окупаційна армія у 1914 р. пограбувала церкву та пресвітерське майно. Священник встиг заховати цінні церковні предмети та документи. У 1916-1917 рр. дзвони костелу були зняті та використані для потреб австрійської армії. У 1925 році колоністи закупили нові два дзвони. Вдруге святиня потерпіла в часи Другої Світової війни — була спалена загоном УПА.
Останні німецькі колоністи покинули парафію в 1940 році, а храм і далі функціонував для кількох польських сімей до 1943 року. Костельні апартаменти були передані до костелу Святого Миколая у Радохінцях (нині Мостиський район). У післявоєнний час костел виконував функції магазину збіжжя.
Спроба реставрувати храм у 2002 році виявилася неможливою, тому що хімічні добрива, які там зберігалися за радянських часів, зруйнували цеглу.

## Галерея

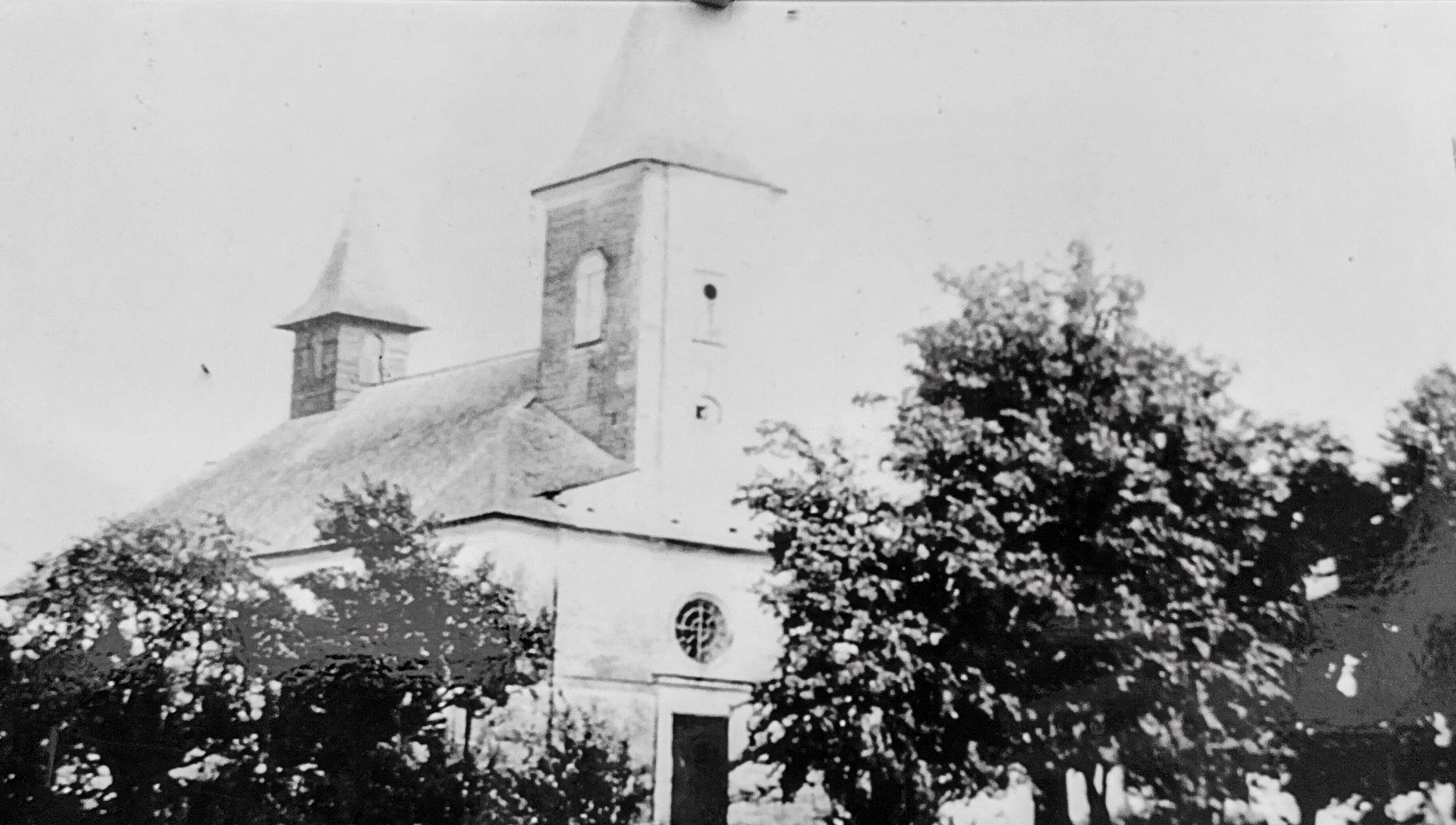
Костел на світлині XIX ст.
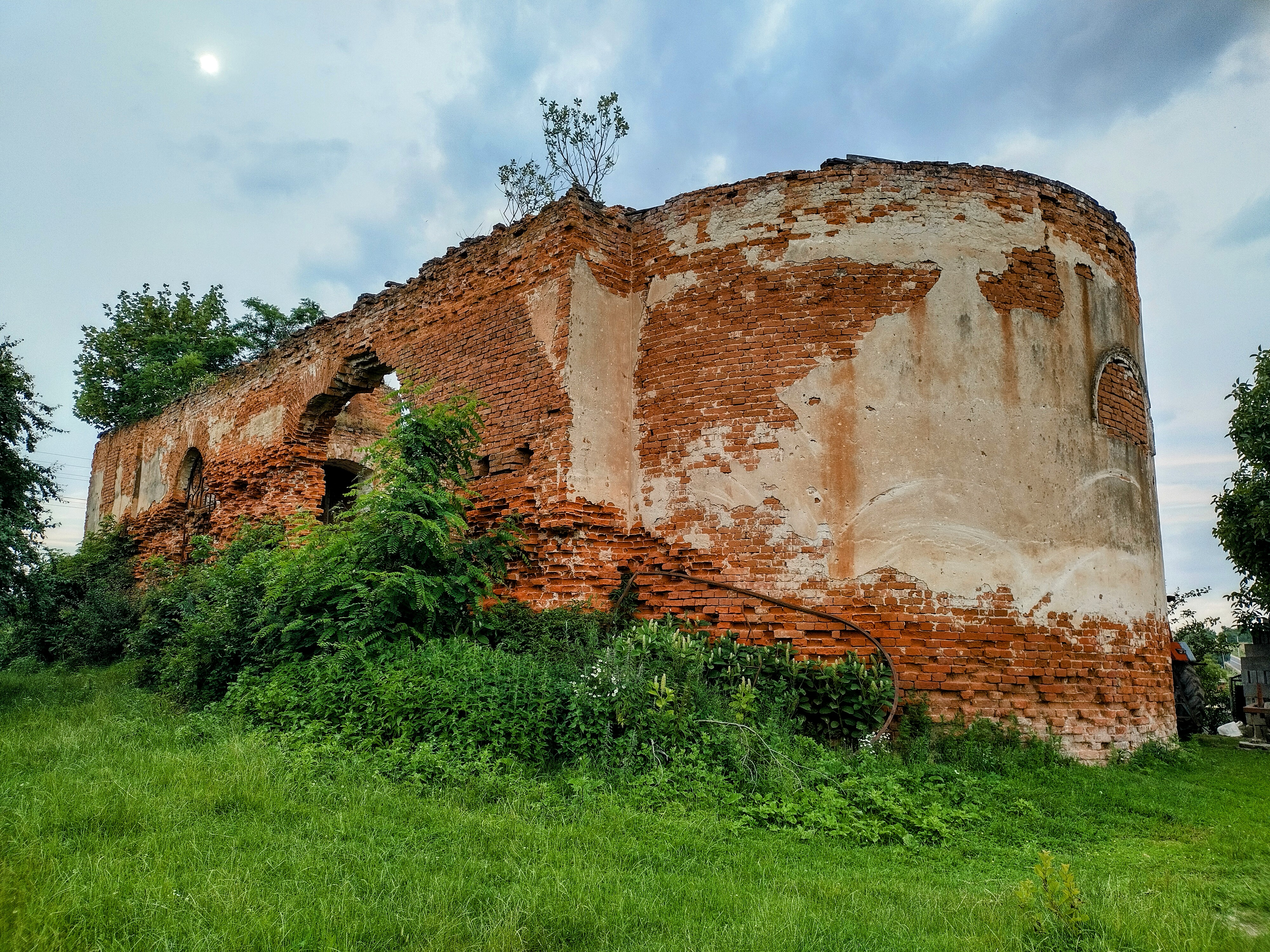
Зворотня сторона костелу